# Zona segura (críquet)
Un campo de críquet tiene dos zonas seguras por los bateadores. Un bateador no puede estar eliminado entre wickets (run out) o eliminado por derribo del wicket por parte del receptor (stumped) cuando está en la zona segura en que el wicket fue derribado. El bateador puede poner su cuerpo o su bate en la zona segura para estar en ella.
Las zonas seguras cubren todo el campo excepto las creases de bateo (que son líneas en el suelo) y el área entre las creases.
Los bateadores anoten una carrera (un punto) cada vez que ambos bateadores están en zonas seguras diferentes y ambos crucen a la otra zona segura.